# Der Flug des Raben
Der Flug des Raben (Originaltitel: Hrafninn flýgur, anhörenⓘ), in der DDR unter dem Namen Odins Raben veröffentlicht, ist ein isländischer Wikingerfilm aus dem Jahr 1984 von Hrafn Gunnlaugsson. Der Film ist der erste Teil der Wikinger-Trilogie von Hrafn, die mit Der Schatten des Raben (Í skugga hrafnsins, 1988) und Der weiße Wikinger (Hvíti víkingurinn, 1991) komplett ist.

## Handlung
Irland im 11. Jahrhundert: Nach einem Wikinger-Überfall sinnt der junge Ire Gest nach Rache. Seine Eltern wurden umgebracht, seine Schwester nach Island verschleppt. Anführer der norwegischen Heiden ist Thór, der in Island sein Quartier aufgeschlagen hat. 20 Jahre später ist Gest ein Mann geworden und reist nach Island, um seine Schwester zu finden und die Entführer zu stellen.
Er entwickelt den Plan, Thórs Männer und die zutiefst verfeindeten Wikinger um Erik gegeneinander auszuspielen, um seine Rache zu bekommen. Gest tötet einige Männer von Thór und hängt die Morde Erik an. Thór glaubt, dass Erik etwas gegen ihn ausheckt und wird in dieser Ansicht von seinem Bruder bestärkt, der insgeheim dessen Position einnehmen will. Thór greift schließlich Eriks Männer an und radiert den ganzen Clan aus.
Gest findet heraus, dass Thór mit seiner inzwischen erwachsenen Schwester verheiratet ist und mit ihr einen jungen Sohn hat. Gest gibt sich seiner Schwester zu erkennen und will sie überreden, Thór umzubringen. In ihrem Herzen immer noch Christin, bringt sie eine solche Tat nicht zustande und verweigert ihrem Bruder ihre Hilfe.
Thór ist ein Anhänger der nordgermanischen Religion, sodass Gest dessen Frömmigkeit ausnutzen kann. Er manipuliert seinen Altar derart, dass Thór glaubt, die Götter fordern seinen Sohn als Opfer. In ihrer Verzweiflung verrät Gests Schwester ihren Bruder, der von Thórs Männern gefangen genommen wird. Selbst unter Qualen gibt er seine Identität nicht preis. Seine Schwester kann nicht mit ansehen, wie Gest gefoltert wird und befreit ihn.
Thór will die Opferdarbietung seines Sohnes unbeirrt durchführen. Er ist der Meinung, dass es ausreiche, wenn sein Sohn wahren Wikingermut beweise und seinen nahenden Tod wie ein Mann akzeptiere. Mit der Hinrichtung wird Thórs verräterischer Bruder beauftragt, der seinem Neffen mit einem Schwert den Kopf abschlagen soll. Obwohl beauftragt, Thórs Sohn letztlich nicht zu töten, hat er das Gegenteil im Sinn, um sich zum alleinigen Thronfolger zu machen. Während der Zeremonie erscheint plötzlich Gest und gibt sich zu erkennen. In der Aufregung wird Thórs Sohn in letzter Sekunde vor der Klinge gerettet. Gest stellt sich Thór und dessen Bruder und tötet beide.
Er schlägt seiner Schwester und deren Sohn vor, mit ihm nach Irland zu kommen. Er verspricht ihnen ein gewaltloses, christliches Leben. Seine Schwester lehnt ab und bemerkt, dass ihr Sohn zu alt sei, um das Gesehene zu vergessen. Gest kehrt allein nach Irland zurück. Thórs Sohn schaut ihm nach und nimmt Gests Waffen an sich.

## Hintergrund
Nach Vorbild von Akira Kurosawa und Sergio Leone übernimmt der Film Struktur und Themen klassischer Westernfilme. So sei der Film ein „Northern voller Aufbruchstimmung und Pioniergeist […] in einem unerforschtem Land“ mit Themen der nordischen Mythologie.
Der Flug des Raben entstand wie auch Der Schatten des Raben in der Gegend um Drangshlið bei Skógar.
Der Film lief in einer Sondervorführung 1984 als erster isländischer Film auf der Berlinale.

## Kritik
Der Film wurde von Kritikern geradezu euphorisch aufgenommen, wobei insbesondere der Vergleich mit Hollywood gesucht wird. Dazu etwa Kirk Ellis vom Hollywood Reporter: „[Der Film] hat alles, angefangen von Leones opernhafter Weite, Peckinpahs Fertigkeit für Action bis hin zu Kurosawas trällernder Metaphorik.“ Andere Kritiker lobten die Nachwirkungen des Films, so zum Beispiel US-Regisseur Joel Coen in einem Interview in Cannes 1996: „[Der Film ist] ergreifend und kraftvoll zugleich und dennoch schlicht: Wahres Kino.“ Janet Maslin von der New York Times bemerkte dazu: „[Gunnlaugson] gibt dem Film einen langsamen, grüblerischen Stil und eine unveränderliche Eigendynamik.“ Während des Reykjavík Film Festivals äußerten sich außerdem sowohl der schwedische Regisseur Ingmar Bergman als auch Astrid Lindgren positiv.

## Ehrungen
- 1985: Guldbagge-Preis in der Kategorie Beste Regie
- 1986: Nominierung als Bester Film beim Fantasporto